# Бальян, Роблен Хоренович
Роблен Хоренович Бальян (1927—2012) — российский учёный-электротехник, доктор технических наук (1967), профессор (1968), заслуженный деятель науки и техники РСФСР (1989).

## Биография
Родился 4 марта 1927 г. в Ленинграде.
Окончил с отличием Ленинградский политехнический институт.
Участник первого в истории Студенческого Строительного Отряда в 1948-м году на строительстве Алакусской (Климовской ГЭС).
После окончания вуза работал на Баранчинском электромашиностроительном заводе в Свердловской области: инженер, заместитель начальника цеха, начальник Центральной заводской лаборатории.
Поступил в аспирантуру Ленинградского института авиационного приборостроения (ныне — ГУАП). В 1955 г. защитил кандидатскую диссертацию «Совместная работа магнитного усилителя и двигателя постоянного тока», в которой решил задачу создания эффективного реверсивного магнитного усилителя с выходом на постоянном токе для следящих систем электропривода.
С 1955 г. работал в ЦНИИ морского физического приборостроения в должностях от начальника сектора до главного инженера института и Научно-производственного объединения «Океанприбор», главного конструктора специальной системы.
В 1966 г. защитил докторскую диссертацию («Вопросы оптимального проектирования современных трансформаторов малой мощности общего и специального назначения»), в 1968 г. утверждён в звании профессора.
По совместительству в 1955—1975 гг. доцент и профессор Института авиационного приборостроения, с 1976 г. профессор Ленинградского электротехнического института (Санкт-Петербургского электротехнического университета). Член диссертационных советов ЦНИИ морского физического приборостроения и Санкт-Петербургского электротехнического университета, Научного совета по гидрофизике Санкт-Петербургского отделения РАН, редколлегии журнала «Судостроительная промышленность».
Разработал активный стационарный гидроакустический комплекс с уникальным мощным магнитно-тиристорным возбудителем излучателя, показавший высокую эффективность и намного опередивший зарубежные разработки. За это удостоен премии Правительства РФ (1996).
Заслуженный деятель науки и техники РСФСР (1989). Награждён орденами и медалями, в том числе медалью «За доблестный труд в Великой Отечественной войне 1941—1945 гг.»
Скончался 6 февраля 2012 года.

### Сочинения
- Трансформаторы малой мощности [Текст]. — Ленинград : Судпромгиз, 1961. — 367 с., 1 л. табл. : ил.; 22 см.
- Трансформаторы для радиоэлектроники [Текст]. — Москва : Советское радио, 1971. — 720 с. : ил.; 21 см.
- Тиристорные генераторы и инверторы / Р. Х. Бальян, М. А. Сиверс. — Л. : Энергоиздат : Ленингр. отд-ние, 1982. — 223 с. : ил.; 22 см; ISBN В пер.
- Оптимальное проектирование силовых высокочастотных ферромагнитных устройств / Р. Х. Бальян, В. П. Обрусник; Томский институт автоматизированных систем управления и радиоэлектроники. — Томск : Издательство Томского университета, 1987. — 164,[2] с. : ил.; 20 см.
- Терминологический словарь-справочник по гидроакустике / [Р. Х. Бальян и др.]; Под ред. А. Е. Колесникова. — Л. : Судостроение, 1989. — 367,[1] с. : ил.; 23 см. — (Б-ка инженера-гидроакустика).; ISBN 5-7355-0104-6
- Мощные транзисторные устройства повышенной частоты / А. А. Алексанян, Р. Х. Бальян, М. А. Сиверс и др.; Редактор Е. Г. Никитина. — Л. : Энергоатомиздат : Ленингр. отд-ние, 1989. — 174,[2] с. : ил.; 20 см; ISBN 5-283-04411-4